# Loài chân đầu trong văn hóa

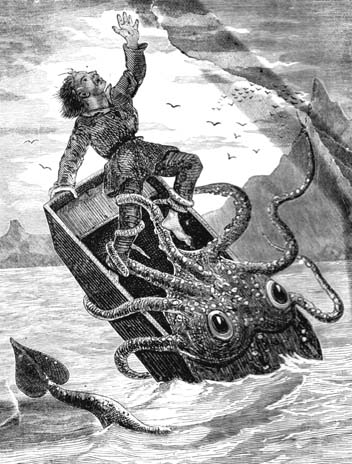
Tranh vẽ về một sinh vật chân đầu (mực khổng lồ) trồi lên từ đáy đại dương tấn công một con thuyền

Nhiều loài động vật chân đầu (Cephalopod, một nhóm động vật thuộc động vật thân mềm) đặc biệt là các loài bạch tuộc, mực, mực nang (gọi chung là mực tuộc) và ốc anh vũ thường được thể hiện nhiều nhất trong văn hóa đại chúng ở thế giới phương Tây, chúng được hình tượng như những sinh vật thường hay phun mực và bám chặt vào mọi thứ bằng xúc tu của chúng mà không cần nhả ra. Trong số các loài thân mềm, chân đầu thì hình tượng con bạch tuộc hay những con mực khổng lồ cũng phổ biến trong văn hóa và được khuôn mẫu như những sinh vật khổng lồ trồi lên từ đáy đại dương để ăn thịt người tấn công và phá hủy tàu bè, là những con quái vật biển (Kraken).
Bạch tuộc đã được sử dụng như một phép ẩn dụ (thường là tiêu cực) cho thực thể được coi là vươn ra nhiều "xúc tu" từ một "trung tâm" để sử dụng quyền lực và kiểm soát và chi phối của một tổ chức, công ty mà thường hay gọi là vươn vòi bạch tuộc. Bạch tuộc còn ám chỉ tổ chức tội phạm Mafia với ảnh hưởng của bộ phim cùng tên với tiểu tuyết Con bạch tuộc (La Piovra) của kênh truyền hình Rai Uno của Ý, hình tượng này ám chỉ hệ thống tội pham những băng nhóm tội phạm Mafia vươn cái vòi bạch tuộc đi khắp nơi như hệ thống của chúng. Nhiều áp phích tuyên truyền thường miêu tả con người như một con bạch tuộc đang ngồi trên một quả địa cầu trải rộng các xúc tu nhầy nhụa của nó để chiếm lấy toàn bộ thế giới.

## Các loài vật
Trong số các loài động vật chân đầu thì có loài mực (mực ống, mực nang) và bạch tuộc, gọi chung là mực tuộc là các sinh vật có để lại dấu ấn văn hóa đời sống vì chúng được con người biết đến từ sớm như là nguồn thực phẩm của mình (thịt mực, thịt bạch tuộc được tiêu thụ ở nhiều nơi), so với ốc anh vũ thường chỉ được biết đến như vật trang trí là vỏ ốc. 

### Bạch tuộc

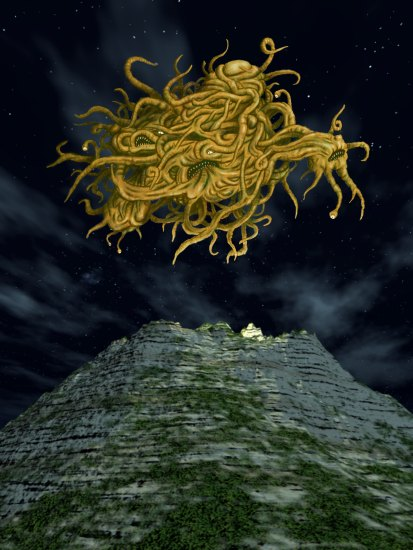
Yog-Sothoth trong hình hài con bạch tuộc với những cái vòi xúc tu

Con bạch tuộc khổng lồ hay mực ống khổng lồ đã trở thành đề tài của văn hóa dân gian về biển cả trong nhiều thế kỷ và đã được xuất hiện trong các câu chuyện như The Kraken, Pirates of the Caribbean: Dead Man's Chest và Hai mươi ngàn dặm dưới đáy biển (Twenty Thousand Leagues Under the Sea) kể về con tàu Nautilus quay trở lại Đại Tây Dương, một đàn "poulpes" (thường được dịch là mực khổng lồ, mặc dù trong tiếng Pháp "poulpe" có nghĩa là " bạch tuộc") tấn công tàu và giết chết một thành viên thủy thủ đoàn. Mega Shark Versus Giant Octopus, Sharktopus (quái vật lai giữa cá mập và bạch tuộc). Đáng chú ý là trong những câu chuyện này, những con quái vật bạch tuộc dường như chỉ nhắm vào con người (nhân vật chính) mặc dù trong khung cảnh hư cấu có nhiều con mồi dễ bắt hơn dành cho chúng.
Hình tượng con bạch thuộc là quái vật truyền cảm hứng cho nhân vật Cthulhu là quái vật vũ trụ được thiết kế nguyên mẫu của con bạch tuộc với vô vàn những cái xúc tu trong huyền tích Cthulhu Mythos. Trong văn hóa Nhật Bản, con Bạch tuộc được hình dung là hài hước hoặc khiêu dâm gợi dục. Một ví dụ nổi tiếng là một bức tranh khắc gỗ mang tên Giấc mơ người vợ ngư phủ mô tả cảnh một phụ nữ Nhật Bản đang làm tình với con bạch tuộc với những xúc tu trơn trượt luồn quanh bộ phận sinh dục của bà này làm người phụ nữ đó rơi vào trạng thái đê mê và thường là một ví dụ cho những hình tượng làm tình với thú vật (chứng luyến thú). Một hình tượng tích cực hơn là chú bạch tuộc Paul tiên tri bóng đá.
Nhân vật Tiến sĩ Bạch Tuộc Octopus ở Phần 2 của Spiderman 2004 do Tobey Maguire thủ vai được đánh giá là xuất sắc nhất trong cả 5 tập phim Người Nhện từng ra mắt, một phần không nhỏ là nhờ vai phản diện Octopus. Tiến sĩ Bạch Tuộc tên thật là Otto Octavius, một nhà khoa học rất mực yêu thương vợ, thông minh, được tôn trọng và ôm tham vọng tạo nên nguồn năng lượng tái tạo để chia sẻ cho mọi người. Buổi thử nghiệm thất bại đã gây ra một tai nạn khiến vợ của Octavius mất. Tiến sĩ Otto phát điên và mang tâm lí "trả thù tất cả". Ông ta sử dụng những cánh tay giả thông minh có hình dạng như vòi bạch tuộc, được kết nối với não bộ để làm vũ khí tấn công người khác. Khán giả ấn tượng với tiến sĩ Bạch Tuộc không chỉ là màn chiến đầu bằng xúc tu giả mà còn cách xây dựng nhân vật.
Trước khi đối đầu nhau, tiến sỹ Otto là người mà Peter Parker ngưỡng mộ, ăn tối cùng vợ chồng, tiến sỹ Otto còn cho Peter những lời khuyên về tình yêu, dựa trên kinh nghiệm bản thân. Tình yêu đáng ngưỡng mộ với người vợ, sự đau đớn điên loạn của Otto khi vợ qua đời vì chính phát mình của mình Otto Octavius tuy chưa được đào sâu về quá khứ như trong truyện tranh gốc, nhưng cũng đã thể hiện được sự đa chiều, phức tạp với nhiều cảm xúc được đẩy lên tận cùng. Tiến sĩ Bạch Tuộc là những kẻ thù nguy hiểm cũng như đáng nhớ của Người Nhện và màn đánh nhau trên nóc tàu hỏa của Người Nhện với Octopus trong Spiderman phiên bản năm 2004 rất kịch tính và hấp dẫn, dù không có kĩ xảo hiện đại như những phần về sau này.
Trong các bộ phim hoạt hình hay truyện tranh thì loài bạch tuộc cũng đáng sợ không kém. Mụ phù thủy Ursula gian ác xảo quyệt trong tiểu thuyết Nàng tiên cá có hình dạng phần thân dưới là con bạch tuộc, mang phong cách của một Drag queen. Nhân vật này ban đầu được vẽ với đầy đủ tám xúc tu tương tự như một con bạch tuộc ngoài đời thực, cuối cùng được giảm xuống còn sáu xúc tu để dễ bề tạo hoạt cảnh nhưng lại làm cho nhân vật giống với một con mực hơn là một con bạch tuộc nên liệu Ursula có phải là một con bạch tuộc hay không vẫn tiếp tục được tranh luận giữa các nhà phê bình và những người hâm mộ. Ursula được thiết kế có chủ ý để gieo rắc nỗi sợ cho người xem phim Nàng tiên cá. Trong bộ truyện tranh Doraemon: Nobita và lâu đài dưới đáy biển, khi cả nhóm bạn Nobita đi thám hiểm vực Mariana thì Nobita đứng đợi các bạn ở ngoài con tàu thì bắt gặp chiếc tàu lạ và con bạch tuộc đầu voi, cậu ta kể cho mọi người nhưng không ai tin, sau đó con bạch tuộc khổng lồ này theo dấu cả nhóm, lần mò tới và tấn công, trong tình thế nguy hiểm thì những người dưới đáy đại dương đã tiêu diệt nó.

### Loài mực

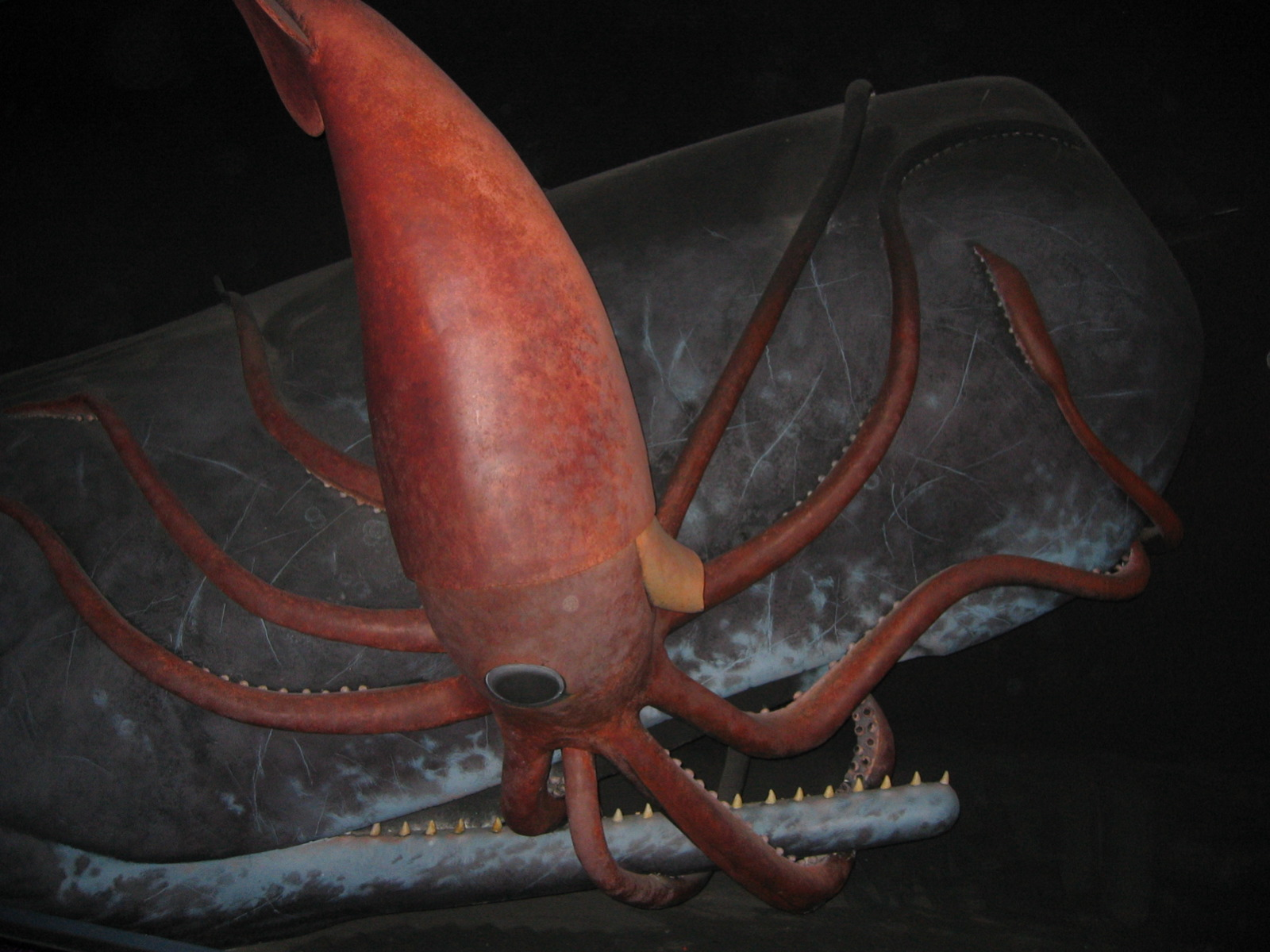
Mực khổng lồ đại chiến cá voi

Các loài mực như mực ống, mực nang đã được con người đánh bắt làm thức ăn cho con người (mực khô) do đó cũng để lại những tương tác trong đời sống con người, đi vào văn hóa ẩm thực, nhất là những người miền biển. Trong thần thoại Hy Lạp có câu chuyện về nàng Scylla bị biến thành một sinh vật đáng sợ có 6 cái đầu với cái cổ dài ngoằn, mỗi chiếc đầu có 3 hàm răng sắc nhọn, cơ thể của Scylla có 12 xúc tu ở chân, xung quanh eo của nàng mọc ra 6 cái đầu chó và trong hình hài này, Scylla núp trong một tảng đá, chờ đợi con mồi, là những thủy thủy mất cảnh giác đi ngang qua, sẽ vươn những chiếc cổ dài và bắt họ ở những mỏm đá ngầm.
Những con mực ống khổng lồ cũng để lại ấn tượng cho nhiều người. Bản chất khó nắm bắt của loài mực khổng lồ và hình dáng bên ngoài của nó thường được coi là đáng sợ, đã khẳng định vị trí vững chắc của những con mực khổng lồ trong trí tưởng tượng của con người. Đặc biệt, hình ảnh một con mực khổng lồ thường được khuôn mẫu và khám phá những vết tích trong trận chiến sống mái với một con cá nhà táng là một điều phổ biến trong tâm trí và các chương trình nghiên cứu về động vật, mặc dù con mực là con mồi của cá voi chứ không phải là một trận đấu tay đôi sòng phẵng. Trong phim The Meg, có cảnh con mực khổng lồ tấn công tàu thám hiểm, sau đó nó bị con cá mập khổng lồ đánh hạ.
Trong phim Kong: Skull Island năm 2017, có cảnh quay vị vua King Kong có cảnh đánh nhau với con thủy quái mực lai bạch tuộc (Mire Squid tạm dịch Mực đầm) sau khi hạ nó, vua Kong đã ăn thịt sống nó một cách nhồm nhoàm. Mire Squid luôn ẩn mình dưới sâu lòng vịnh, đây là một con quái vật biển khiếp sợ có hình dạng tựa một con mực lai bạch tuộc, con quái vật này có chiều dài 90 feet (27.43 m), những chiếc nang của nó gắn ở các xúc tu phức tạp như cái giác hút cho phép chúng xoay tròn như cánh quạt và sở thích của chúng là săn bắt dưới nước, nó sẽ xoáy bộ hàm của mình vào máy ly tâm, khuấy tròn xoáy nước và hút con mồi vào trong hốc miệng. Nó luôn chờ đợi khoảnh khắc sơ hở của nạn nhân để lao đến tiêu diệt, đây là một trong những kẻ thù nguy hiểm trong vũ trụ quái vật Kong với kích thước lớn, cùng với những xúc tu khổng lồ đã khiến Kong cũng phải vất vả khi phải đối đầu, Mire Squid cũng được các đạo diễn khá yêu thích khi khai thác với nhiều tình tiết đối đầu với quái vật Kong trong các series sau này.